# Neoconocephalus colorificus
Neoconocephalus colorificus är en insektsart som först beskrevs av Walker, F. 1869.  Neoconocephalus colorificus ingår i släktet Neoconocephalus och familjen vårtbitare. Inga underarter finns listade i Catalogue of Life.